# يانز ويسينغ
يانز ويسينغ (بالألمانية: Jens Wissing)‏ (2 يناير 1988 بغروناو في ألمانيا - ) هو لاعب كرة قدم ألماني في مركز الدفاع. لعب مع بادربورن 07 وبوروسيا مونشنغلادباخ ونادي دويسبورغ وBorussia Mönchengladbach II ‏ ونادي بروسيا مونستر.

## وصلات خارجية
- يانز ويسينغ على موقع قاعدة بيانات كرة القدم.إي يو (الإنجليزية)
- يانز ويسينغ على موقع بيانات كرة القدم. دي إي (الألمانية)
- يانز ويسينغ على موقع عالم كرة القدم.نت (الإنجليزية)